# The Diary of Anne Frank (toneelstuk)
The Diary of Anne Frank is een invloedrijk Amerikaans toneelstuk uit 1955, gebaseerd op het dagboek van Anne Frank in de Engelse vertaling, The Diary of a Young Girl. Het toneelstuk won een Pulitzer-prijs, een Tony voor beste toneelstuk, de Theatre World Award van 1956 en de New Yorks Critics’ Circle Award voor beste toneelstuk. Het stuk werd tevens genomineerd voor vier andere Tony's, waaronder beste actrice en best regisseur.
The Diary of Anne Frank werd geschreven in de periode 1953-1955 door het echtpaar Frances Goodrich en Albert Hackett. Anne Franks vader Otto Frank gaf zijn goedkeuring aan hun toneelbewerking, ook al wijkt het op een aantal plaatsen af van het dagboek. 

## Uitvoeringen
De première van het toneelstuk was op 5 oktober 1955 in het Cort Theatre op Broadway in New York. Het stuk werd 717 keer opgevoerd. Susan Strasberg speelde Anne Frank, naast Joseph Schildkraut als Otto Frank, Gusti Huber als Edith Frank, Jack Gilford als Albert Dussel en Lou Jacobi als Hans van Daan.
Het toneelstuk werd in het Nederlands vertaald door Anty Westerling als Het dagboek van Anne Frank. De Nederlandse première vond plaats op 27 november 1956 in het Nieuwe de la Mar in Amsterdam, in het bijzijn van Koningin Juliana en Prins Bernhard. De uitvoering, in de regie van Karl Guttmann, met Martine Crefcoeur als Anne Frank en Rob de Vries als haar vader, maakte grote indruk op het publiek, dat na afloop zonder applaus en fluisterend de zaal verliet. Guttmann regisseerde het stuk hierna in Wenen, Frankfurt en Keulen. In Duitsland kwamen meer dan twee miljoen mensen kijken naar het toneelstuk.
Een nieuwe uitvoering van het stuk in 1997-1998 in het Music Box Theatre op Broadway werd genomineerd voor twee Tony's en twee Drama Desk-prijzen. In deze uitvoering werd Anne Frank gespeeld door Natalie Portman. Otto Frank werd gespeeld door George Hearn, Petronella van Daan door Linda Lavin en Hans van Daan door Harris Yulin. In Nederland werd het stuk in een nieuwe vertaling van Mies Bouhuys opnieuw opgevoerd in februari 1984. De regisseur, Jeroen Krabbé, vertolkte tevens Otto Frank. Jip Wijngaarden speelde Anne.  In deze uitvoering waren enkele verschillen met het oorspronkelijke toneelstuk: zo werd het Chanoekalied in het Hebreeuws gezongen. In 1995 speelde Boudewijn de Groot Otto Frank in een regie van Arda Brokmann.

## Verfilming
De gelijknamige, met drie Oscars bekroonde film The Diary of Anne Frank (1959) werd gebaseerd op het toneelstuk. Hierin kwamen Joseph Schildkraut en Gusti Huber terug als de ouders van Anne Frank. Frances Goodrich en Albert Hackett, de schrijvers van het toneelstuk, schreven tevens het filmscenario.